# Hyloncyteris underwoodi
Hylonycteris underwoodi é uma espécie da família Phyllostomidae . É a única espécie no gênero Hylonycteris. Ocorre em Belize, Guatemala, Mexico, Nicarágua e Panama.